# ニューワールド中山中継局
ニューワールド中山中継局（ニューワールドなかやまちゅうけいきょく）は、宮城県仙台市泉区に置かれていた地上アナログテレビ放送の中継局である。

## 概要
平成2年法律第54号による電波法改正により導入された受信障害対策中継放送制度適用第1号として、同年（1990年）12月に開設された。
仙台市泉区実沢字中山南31番7号の仙台大観音頭頂にある。
SHFで送信されており、宗教法人大観密寺が免許人となっていた。
地上デジタルテレビ放送については置局予定がなく、2011年7月24日で廃局となる予定だったが、東北地方太平洋沖地震（東日本大震災）発生を受けて、2012年3月31日まで延期された 。

## 中継局送信施設概要
| 放送局名          | チャンネル | 空中線電力        | ERP             | 放送対象地域 | 放送区域内世帯数 |
| ----------------- | ---------- | ----------------- | --------------- | ------------ | ---------------- |
| NHK仙台総合       | 69ch       | 映像1W/ 音声100mW | 映像60W/ 音声6W | 宮城県       | 7121世帯         |
| NHK仙台Eテレ      | 71ch       | 映像1W/ 音声100mW | 映像60W/ 音声6W | 全国放送     | 7121世帯         |
| TBC東北放送       | 73ch       | 映像1W/ 音声100mW | 映像60W/ 音声6W | 宮城県       | 7121世帯         |
| OX仙台放送        | 75ch       | 映像1W/ 音声100mW | 映像60W/ 音声6W | 宮城県       | 7121世帯         |
| MMT宮城テレビ放送 | 77ch       | 映像1W/ 音声100mW | 映像60W/ 音声6W | 宮城県       | 7121世帯         |
| KHB東日本放送     | 79ch       | 映像1W/ 音声100mW | 映像60W/ 音声6W | 宮城県       | 7121世帯         |